# Evropská silnice E38
Evropská silnice E38 je evropskou silnicí 1. třídy vedoucí z východní Evropy do Střední Asie. Začíná na Ukrajině odpojením ze silnice E101 u města Hluchiv, vede na východ přes ruská města Kursk, Voroněž a Saratov, a pak napříč západním Kazachstánem až do města Šymkent, kde se setkává se silnicí E40. Celá trasa měří 3400 kilometrů a patří tak k nejdelším evropským silnicím.

## Trasa
- Ukrajina
  - Bereza () – Hluchiv () –

- Rusko
  - – Rylsk – Ľgov – Kursk () – Voroněž () – Borisoglebsk () – Balašov – Saratov – Jeršov –

- Kazachstán
  - – Oral () – Aktobe – Aral – Bajkonur – Kyzylorda (, začátek souběhu ) – Turkestán – Šymkent ()

## Galerie

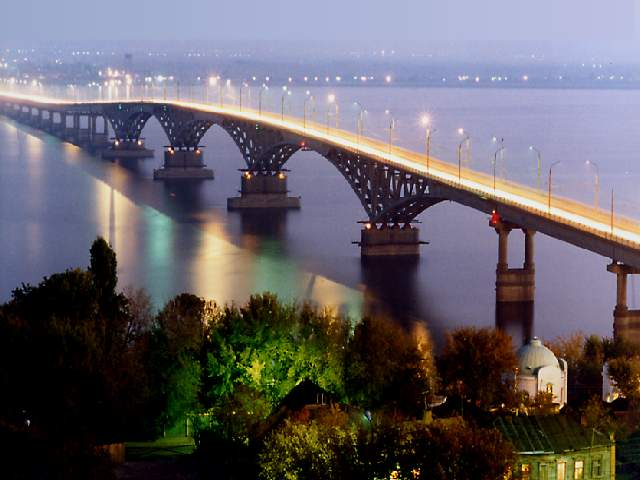
E38 na mostě přes Volhu v Saratově
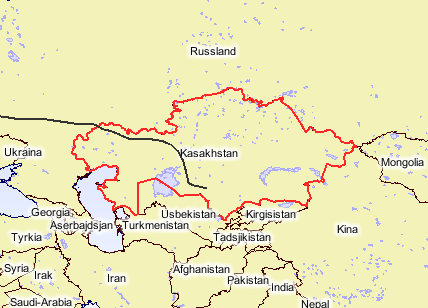
Trasa E38 v Kazachstánu